# Seemannssonntag

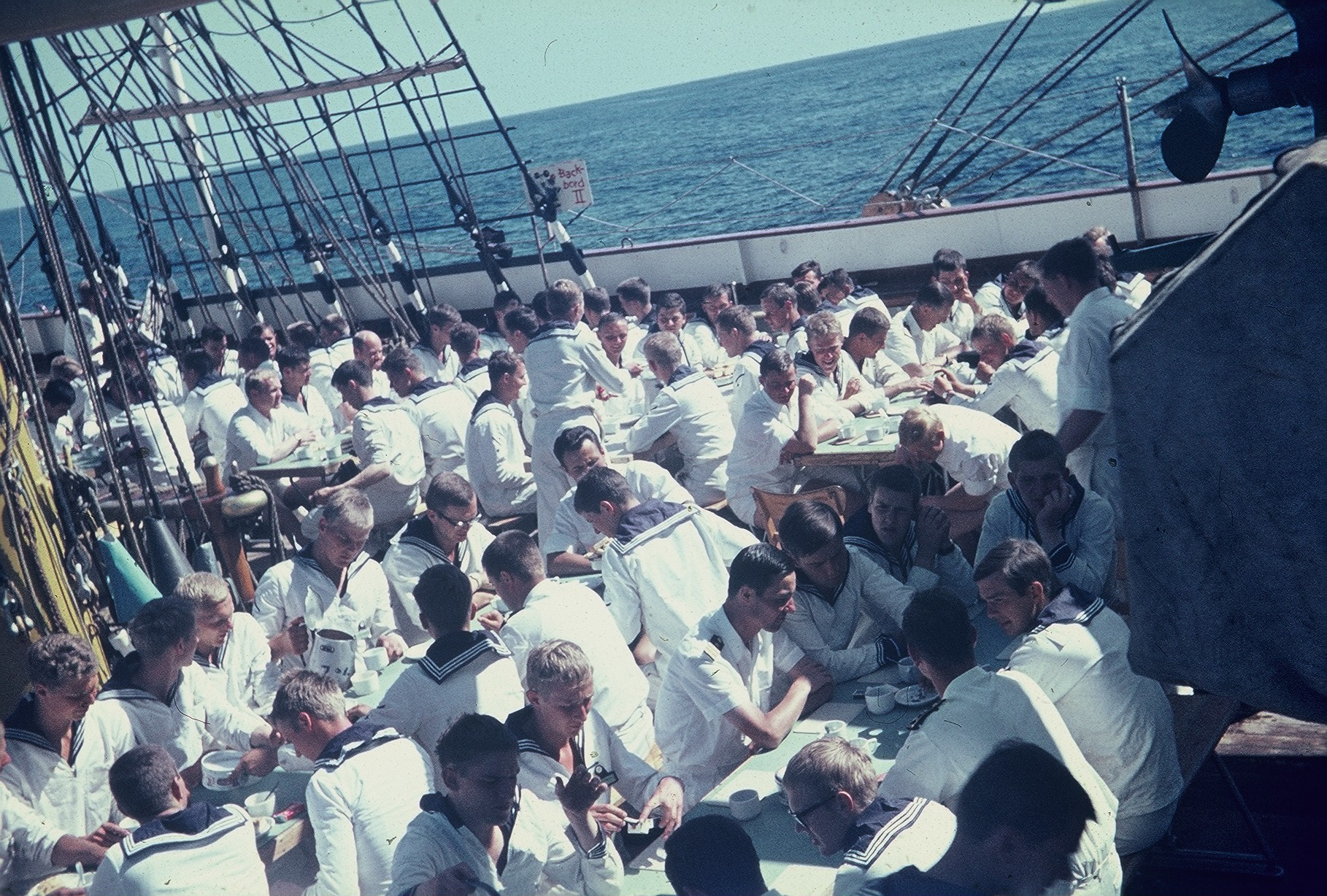
Seemannssonntag auf der Gorch Fock (1968)

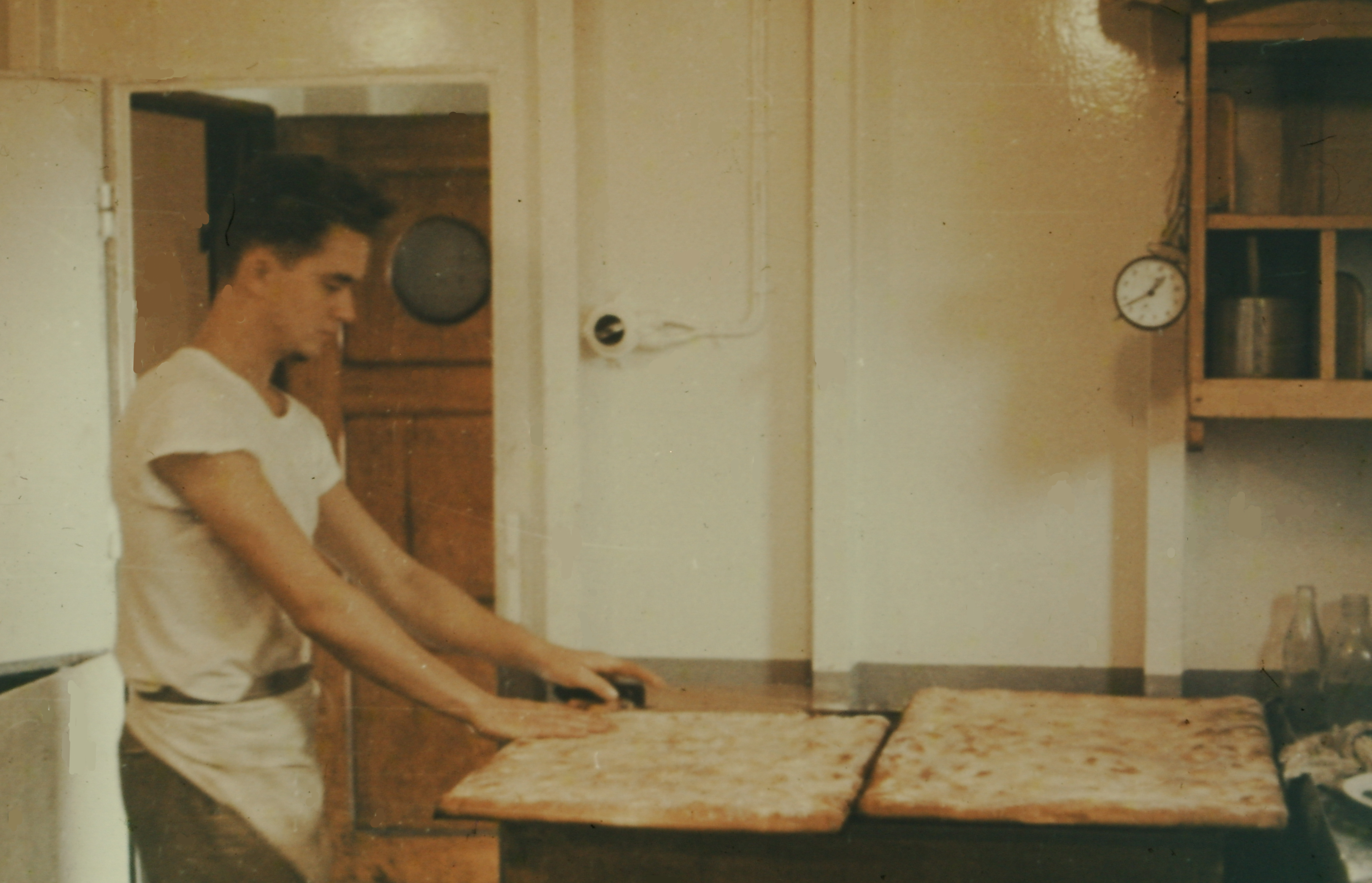
Panzerplatten (Streuselkuchen) zum Seemannssonntag auf Frachtschiff Bernhard Howaldt (1957)

Der Seemannssonntag ist eine seemännische Tradition, die am Donnerstag jeder Woche von den Besatzungen von Handelsschiffen und den auf See oder an Land stationierten Angehörigen der Deutschen Marine gepflegt wird.
An diesem Tag gibt es für die Besatzungen ein besonders gutes Essen, vergleichbar einem Sonntagsessen. Urkundlich wird dieser Brauch z. B. in den Hamburger Artikelsbriefen von 1727 erwähnt und geregelt.

## Herkunft und Bedeutung
Es kursieren verschiedene Erklärungen für die mögliche Herkunft des Begriffes, etwa dass Segelschiffe traditionell nicht freitags ausliefen und darum am Donnerstag davor relativ wenig Arbeit zu verrichten war, oder dass er aus der Notwendigkeit entstand, bei langen Seereisen Mangelkrankheiten vorzubeugen und darum an einem Tag zusätzlich vitaminreiche Nahrung ausgegeben wurde. Der Begriff wie auch die Wahl des Wochentages sollen sich auch auf das altnordische Brauchtum zurückführen lassen, in dem der Thorstag (Donnerstag) angeblich mit einer ausgiebigen Mahlzeit begangen worden sein soll.
Bei der Deutschen Marine beschränkt sich die Tradition mittlerweile auf den gemeinschaftlichen Verzehr von Gebäck oder Kuchen in den nach Dienstgradgruppen aufgeteilten Messen oder gemeinsam an Oberdeck. Auf seegehenden Einheiten fällt der Beginn des Seemannssonntags gewöhnlich mit dem Ende des Tagesdienstes zusammen, während die Mahlzeit an Land in die Einnahme der Mittagsverpflegung integriert ist.